# فيليكس فورنير
فيليكس فورنير (بالفرنسية: Félix Fournier)‏ هو سياسي فرنسي، ولد في 3 مايو 1803 في نانت في فرنسا، وتوفي في 9 يونيو 1877 في روما في إيطاليا. انتخب نائب فرنسي.

## معرض صور

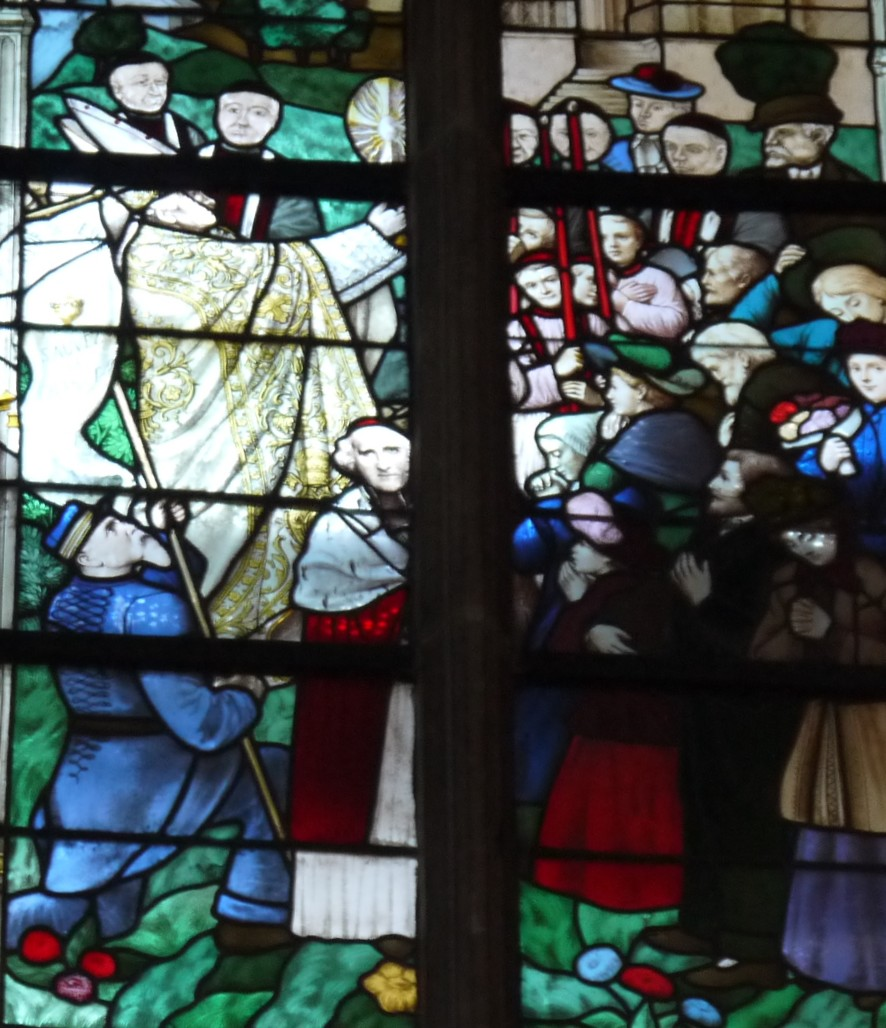
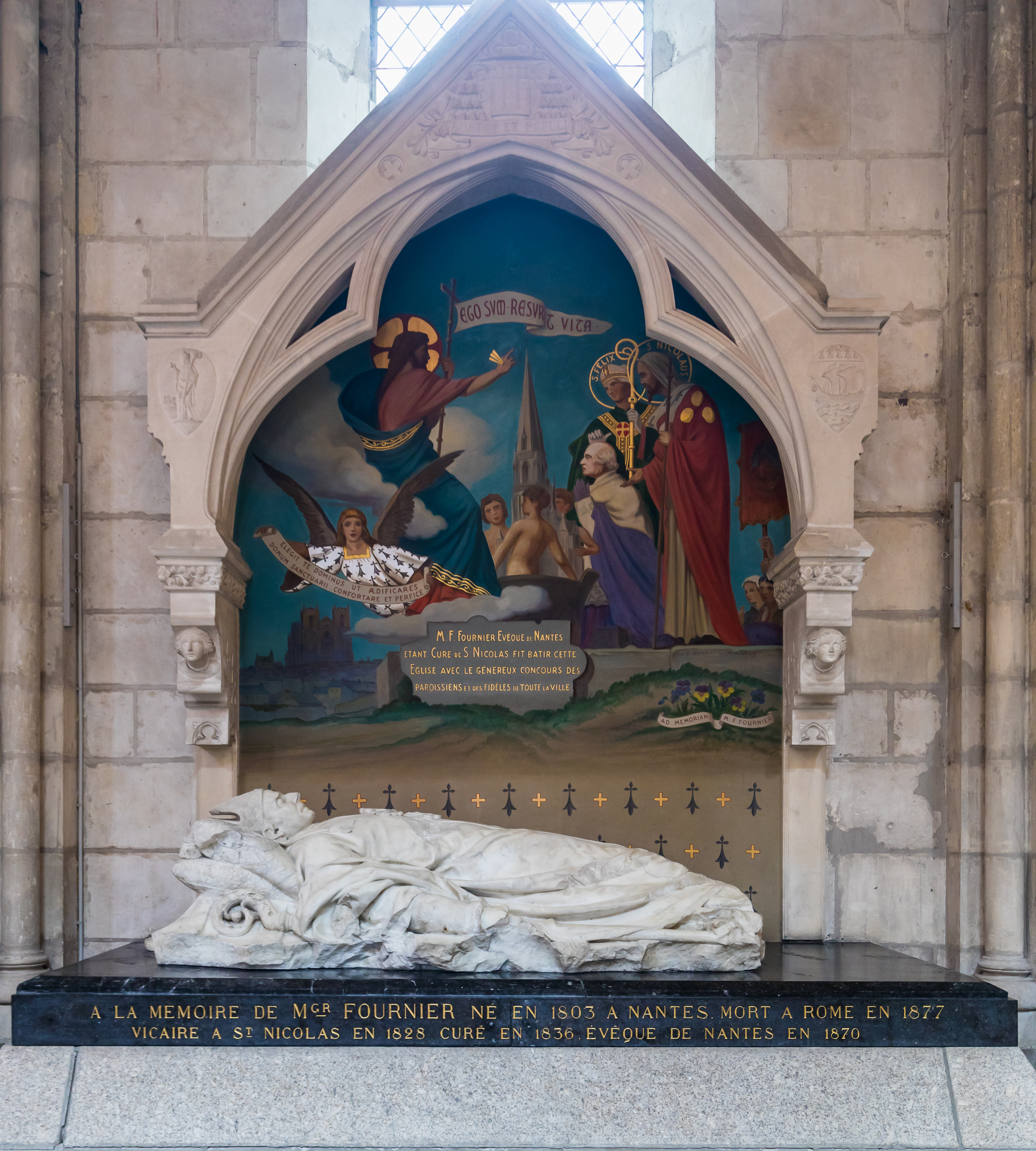